# Jos Heyligen
Jozef Heyligen (Oostham, 30 giugno 1947) è un allenatore di calcio ed ex calciatore belga, di ruolo centrocampista.

## Palmarès

### Giocatore

#### Competizioni nazionali
- Coppa del Belgio: 1

Beerschot: 1970-1971
- Tweede klasse: 1

Thor Waterschei: 1977-1978